# Жути ноћурак
Жути ноћурак (лат. Oenothera biennis), је лековита врста из рода Oenothera пореклом из источне и централне Северне Америке, од Њуфаундленда западно до провинције Алберта, на југоистоку до Флориде и на југозападу до Тексаса и широко натурализована на другим местима са умереном и суптропском климом. од семена ноћурка, добија се уље, богато есенцијалним масним киселинама.

## Раст и цветање
Жути ноћурак је двогодишња биљка, стабљике високе од 30 до 150 цм. Листови су елиптични, таласасто назубљеног обода, дужине 5-20 цм и 1-2,5 цм широки.
Цветање траје од краја пролећа до краја лета. Цветови су хермафродитни, мирисни,налазе се на високом стаблу и трају само до поднева. Отварају се приметно брзо свако вече правећи интересантан спектакл, одакле име ноћурак.
Цвеће је жуто 2,5-5 цм пречника са четири латице. Цвет има, за нас не видљив, путоказ за нектар. Ова шара на цвету је видљива под ултраљубичастим светлом и видљива је за опрашиваче, лептире и пчеле.
Плод је чаура 2-4 цм дуга и 4-6 мм широка са пуно семена које је дуго од 1-2 мм и које се ослобађа када се зрела чаура отвори у четири режња.

## Екологија
Семе биљке је важна храна за птице

## Распрострањење
У Србији, ноћурак се гаји али је чест и подивљао, поред путева, на песковитом терену, обалама река, на железничким насипима.

## Употреба
Зрело семе садржи око 7-10% гама-линоленске киселине (ГЛК) која је есенцијална масна киселина. Уље јагорчевине (епо), које садржи ГЛК се често користи за лечење неких медицинских обољења и сматра се за додатак исхрани, а не као лек.
Листови биљке су јестиви када се користе као поврће. Корен је јестив такође.
- Розета
- цвеће и капсуле плодова
- Мољац јагорчевине (Schinia florida) на цвету
- Станиште, суво и сунчано место